# Kitao Shigemasa

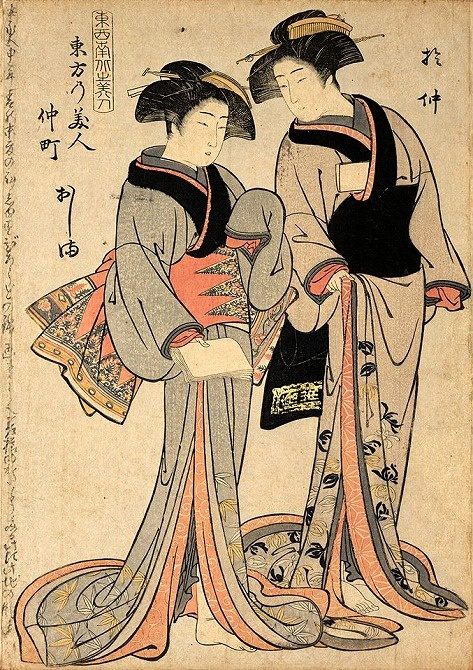
Zwei Schönheiten

Kitao Shigemasa (japanisch 北尾重政, eigentlich Kitabatake Sasuke (北畠 佐助); Rufname Kyūgorō (九五郎); geb. 1739 in Edo; gest. 8. März 1820) war im 18. und Anfang des 19. Jahrhunderts ein japanischer Meister des japanischen Farbholzschnitts.
Er signierte auch als Heikisui (壁水), Hokuhō (北峰), Hokusu Dempu (北鄒田夫), Ichiyōsei (一陽井), Itsujin (逸人), Karan (花藍), Kōsuifu (恒酔夫), Kōsuiken (紅翠軒), Kōsuisai (紅翠斎), Kyūkaikyo (弓巍居), Shigureoka Itsumin (時雨岡逸民), Suihō (酸放), Tairei (台嶺). Shigemasa, der auch Dichter war, begründete als engagierter Lehrer die Kitao-Linie des Ukiyo-e.

## Leben und Werk
Kitao war der älteste Sohn des Buchhändlers Suhara Saburobei in Ortsteil Kodemma-chō in Edo, dem heutigen Tokio. Er überließ aber die Nachfolge seinem jüngeren Bruder und entschloss sich, Künstler des Farbholzschnitts zu werden. Er scheint sich die Herstellung von Drucken selbst beigebracht zu haben, wohl in den späteren Jahren der Hōreki-Zeit (1751–1764). 
Eins seiner besten Werke ist ein Satz von unsignierten Drucken im Ōban-Format (37 × 25 cm), die unter dem Serien-Titel „Schöne Frauen im Osten, Westen, Süden und Norden“ (東西南北美人, Tōzainamboku bijin) erschienen sind. Aber die Hauptaktivität scheint die Produktion von Illustrationen für Bücher gewesen zu sein, für Kibyōshi oder andere Buchtypen mit Erzählungen oder für Bildbände. Er war ein enger Freund des Ukiyoe-Künstlers Katsukawa Shunshō, mit dem er zusammenarbeitete. Beispiele sind der Satz von zwölf großen Drucken mit dem Titel „Aufzucht von Seidenraupen“ (蚕養い草, Kaiko yashinai-gusa) und das bebilderte Buch mit schönen Frauen (青楼美人合わせて姿鏡, Seirō bijin awase sugata kagami), das 1776 erschien und das das Leben von Kurtisanen zeigt. 
Shigemasa, der ein exzellenter Techniker und bedeutender Kalligraph war, bildete eine Reihe von Schülern aus, darunter Kitao Masanobu (北尾 政信; 1761–1816), der besser als Santō Kyōden bekannt ist, Kitao Masayoshi (北尾 政美; 1764–1824), auch bekannt unter dem Namen Kuwagata Keisai (鍬形 恵斎; 1764–1824) und Kubo Shumman (窪 俊満; 1757–1820). Er hatte auch einen großen Einfluss auf jüngere Künstler wie Torii Kiyonaga und Kitagawa Utamaro.

## Bilder

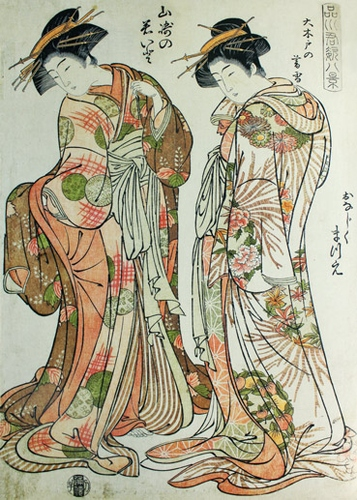
Zwei Schönheiten
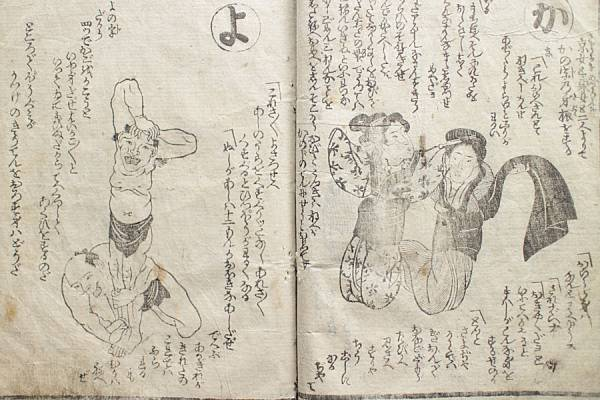
Spielerische Hiragana-Zeichen
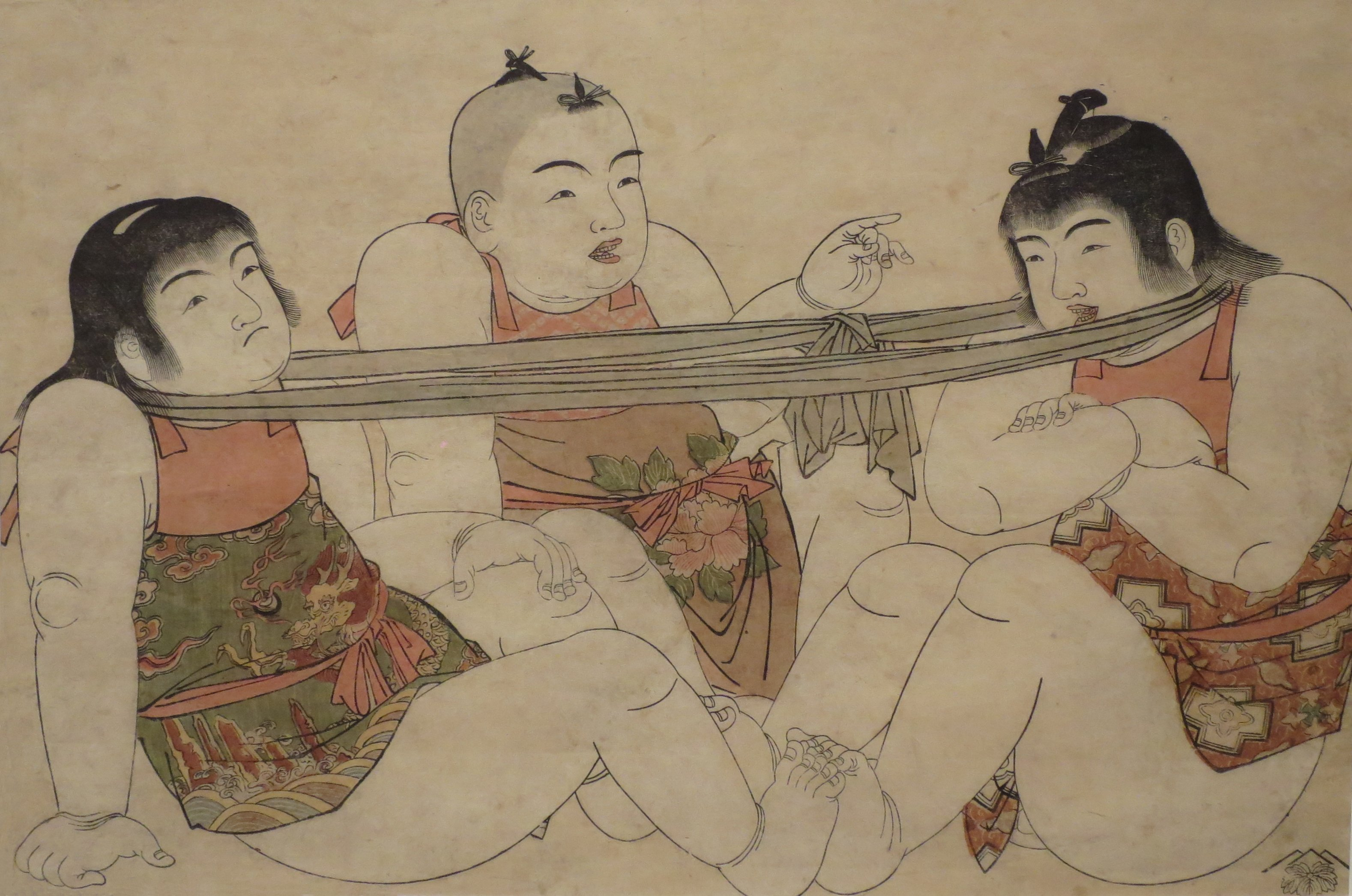
Spielende Kinder
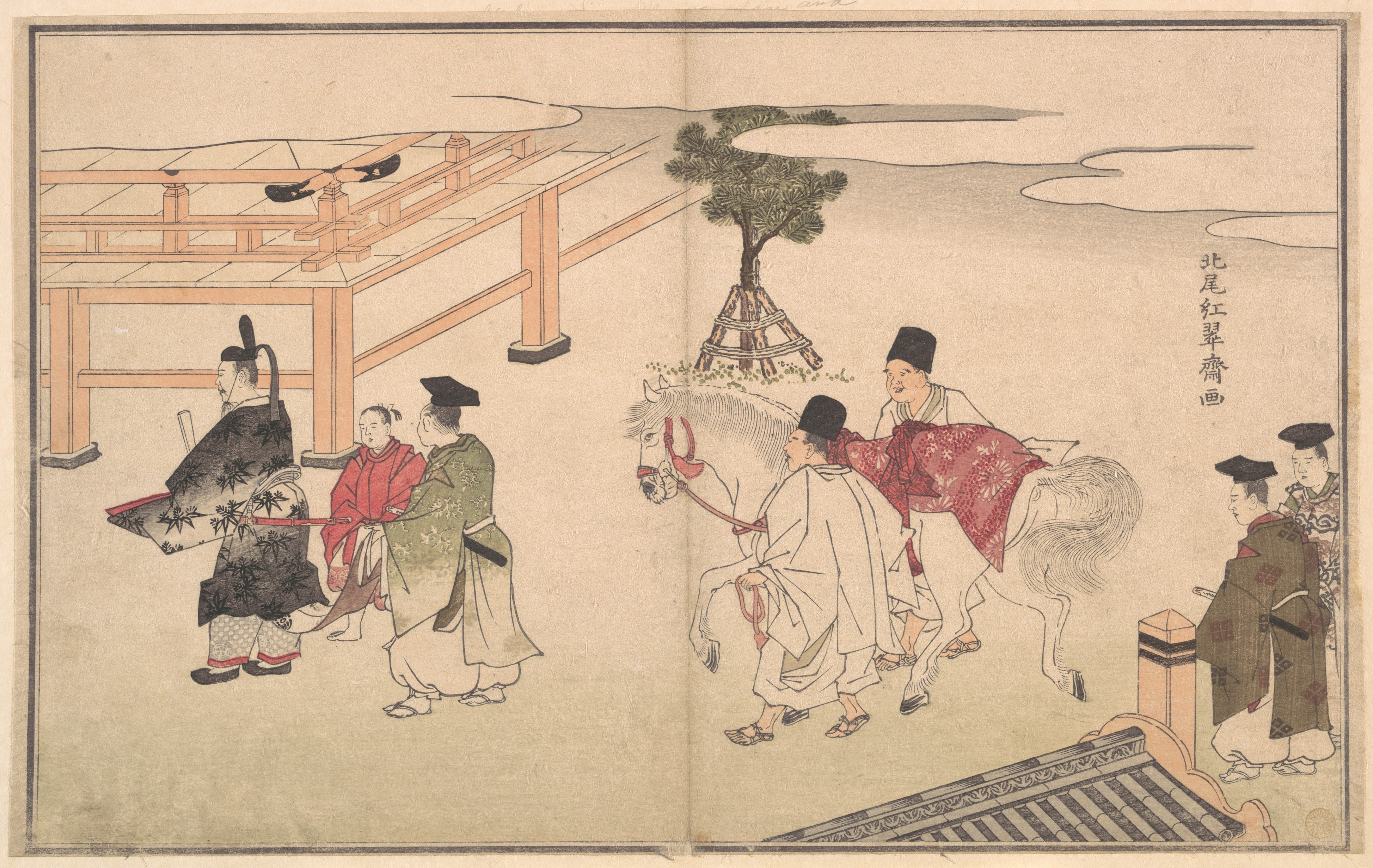
Szene am Tempel
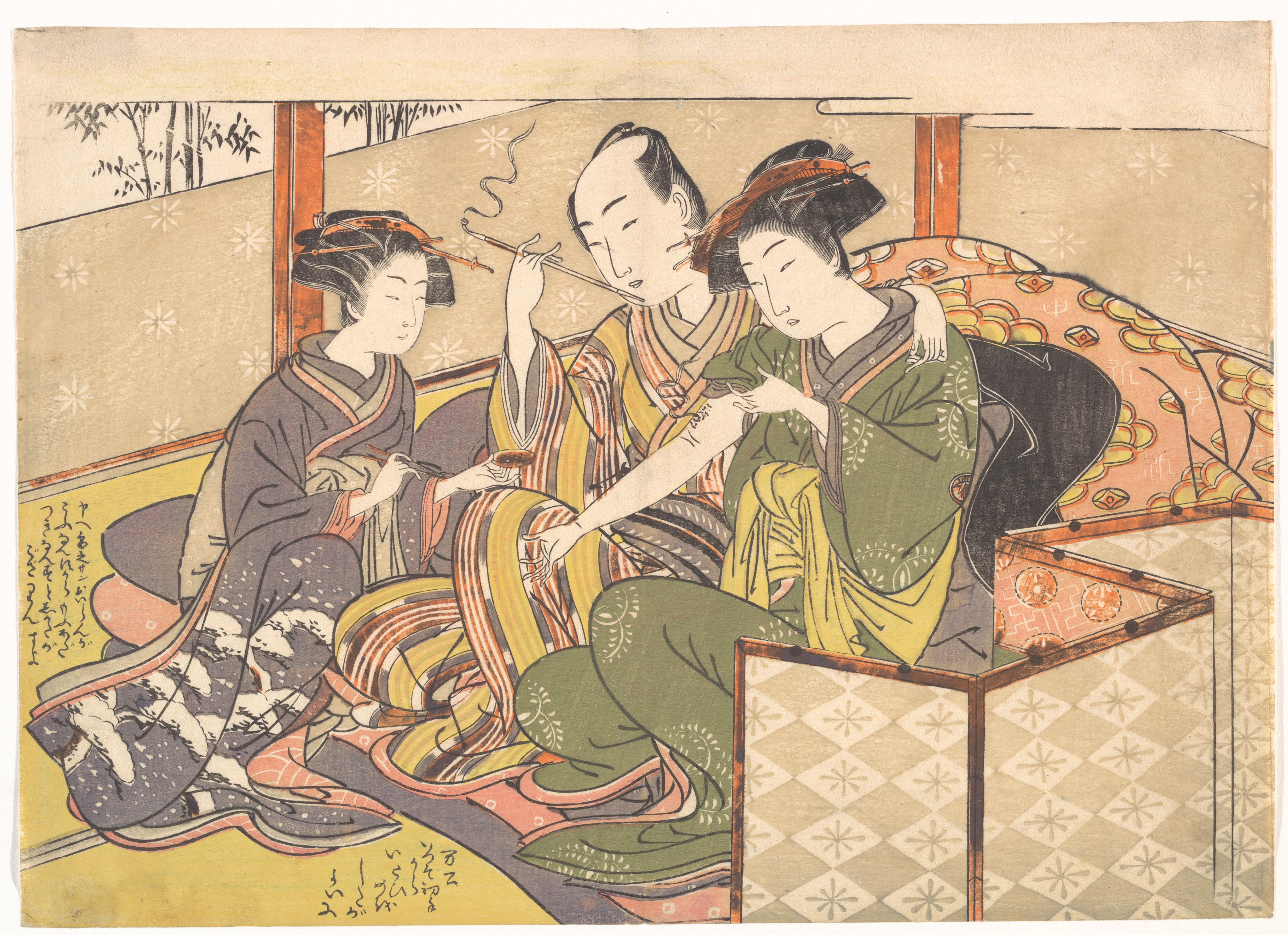
Bebilderte Buchseite